# Jerusalem (film)
Jerusalem è un film del 1996 diretto da Bille August.

## Riconoscimenti
- Guldbagge 1997 - Guldbagge
  - Miglior attrice non protagonista a Lena Endre
  - Candidatura a miglior attore non protagonista a Reine Brynolfsson e Sven-Bertil Taube